# Cigarettes and Valentines
Cigarettes and Valentines – niewydana płyta punkrockowego zespołu Green Day, mająca być kontynuacją poprzedniej płyty zespołu, "Warning". Album napisano i nagrano w okresie 6 miesięcy, a liczba utworzonych utworów składała się z 16 do 19 piosenek. Pomimo braku ustalenia konkretnego powodu jej anulowania, zespół wielokrotnie stwierdzał, że latem 2003 roku, gdy album był praktycznie ukończony, z ich studia skradziono taśmy matki. Zespół jednakże postanowił zacząć pisanie albumu od nowa, doprowadzając do powstania "American Idiot".
Według Billiego Joe Armstronga, album składał się z punk rockowych utworów w stylu "Kerplunk" i "Insomniac". Brzmienie to kontrastowałoby z poprzednimi albumami zespołu, "Nimrod" i "Warning" które czerpały brzmienie odpowiednio z rocka i folku. 
Według basisty zespoły, Mike'a Drinta, powrót do brzmienia z ich starszych albumów był spowodowany przerwą od jej tworzenia. 
Spekulowano, że album "Money Money 2020" pobocznego projektu Green Day, The Network jest ponownym nagraniem albumu "Cigarettes and Valentines". Billie Joe Armstrong zaprzeczył jakiemukolwiek związkowi pomiędzy tymi dwoma projektami w różnych wywiadach.

## Potwierdzone utwory
- "Cigarettes and Valentines" - grana na żywo podczas trasy do albumu "21st Century Breakdown". Wydany jako singiel albumu koncertowego Awesome as Fuck.
- "Dropout" - Potwierdzony przez Mike'a Drinta 26 stycznia 2011 roku[5].
- "Homecoming" - W wywiadzie z Audacy Music zespół potwierdził, że większość utworu "Homecoming" powstało z piosenek napisanych podczas sesji do albumu "Cigarettes and Valentines"[6].
- "Sleepyhead" - pierwotnie napisany podczas sesji do albumu "Warning". Potwierdzony przez Mike'a Drinta 26 stycznia 2011 r.[5][7]
- "Too Much Too Soon" - potwierdzony przez zespół w wywiadzie dla nowojorskiej stacji radiowej Q104.3 28 marca 2010.
- "Waste Away" - pierwotnie napisany podczas sesji do albumu "Warning". Potwierdzony przez Mike'a Drinta 26 stycznia 2011 r.[5][7]